# Lewis Capaldi
Lewis Marc Capaldi (Glasgow, 7 ottobre 1996) è un cantautore e polistrumentista britannico.
È salito alla ribalta nel 2018 con il singolo Grace, che ha raggiunto la 9ª posizione nel Regno Unito. Nel 2019 ha pubblicato il suo album di debutto, Divinely Uninspired to a Hellish Extent, anticipato dalla hit mondiale Someone You Loved, che ha raggiunto il numero uno sia nella classifica britannica che in quella statunitense.
Ha ricevuto una candidatura ai Grammy Award, nella categoria canzone dell'anno con Someone You Loved, e quattro ai BRIT Award, dove ha vinto nelle categorie di miglior artista esordiente e di canzone dell'anno sempre grazie a Someone You Loved.

## Biografia
Capaldi è nato a Glasgow, in Scozia, dove ha vissuto fino all'età di 4 anni, quando la sua famiglia si è trasferita a East Whitburn, nel West Lothian. Ha origini italiane (i nonni paterni e suo padre sono originari di Picinisco, in provincia di Frosinone ); l'attore scozzese Peter Capaldi, apparso nel suo video musicale di Someone You Loved, è cugino di secondo grado di suo padre. Capaldi è appassionato di calcio ed è tifoso del Celtic.
Bambino prodigio, ha imparato a suonare la batteria e la chitarra quando aveva due anni, e ha iniziato la sua carriera musicale in un pub all'età di nove . A 17 venne scoperto dal suo manager Ryan Walter grazie ad una registrazione caricata sul suo account del servizio musicale, SoundCloud, ed eseguita dalla sua camera da letto.

## Carriera

### 2017-2018: primi EP e maggiore riconoscimento

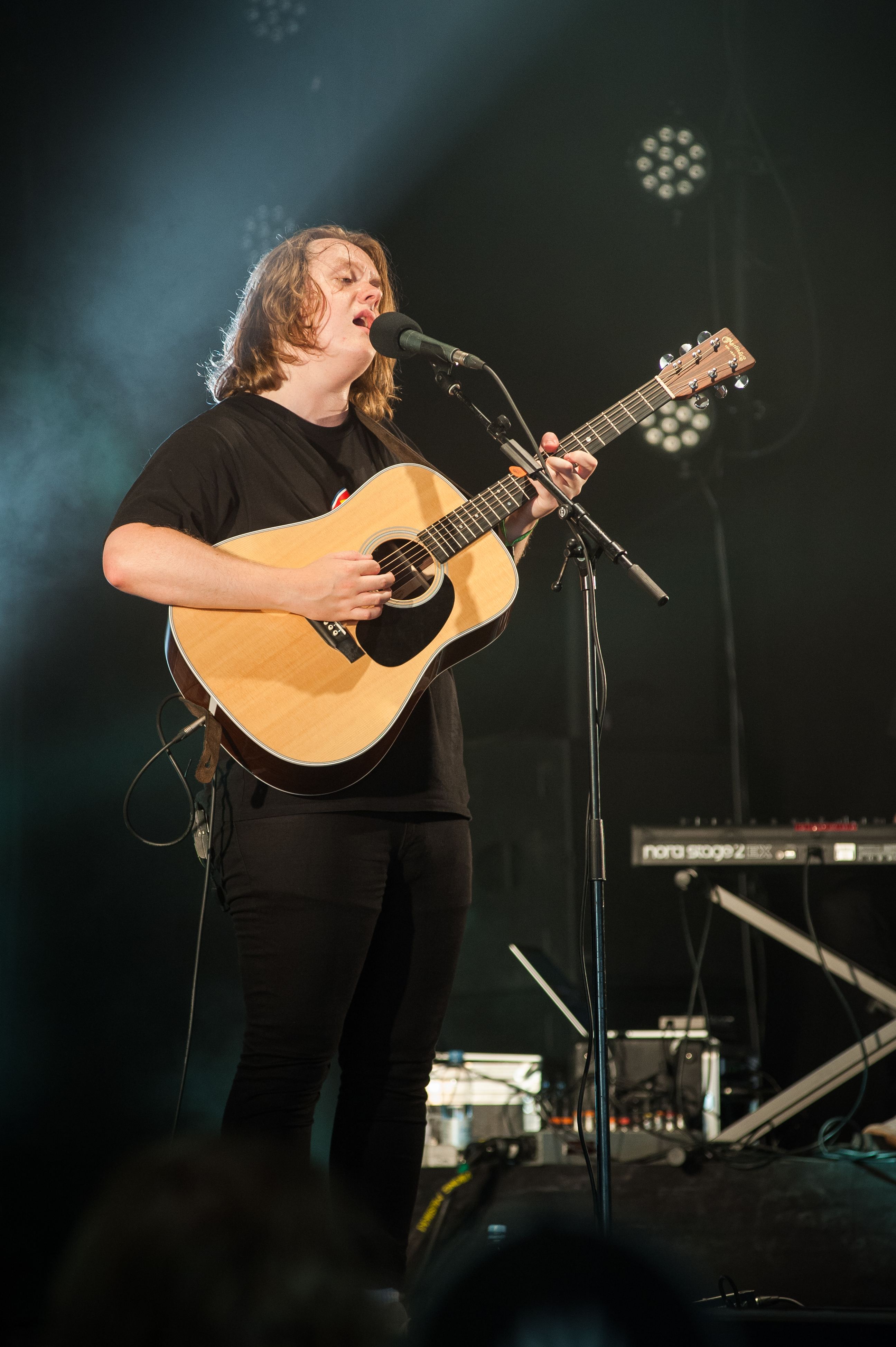
Lewis Capaldi nel 2018

Ha pubblicato il suo primo EP, Bloom EP, il 20 ottobre 2017 prodotto da Malay, vincitore del Grammy Award, e collaboratore di lunga data di Frank Ocean. Il 31 marzo 2017 ha pubblicato il suo primo brano, Bruises. Su Spotify la canzone ha rapidamente raggiunto quasi 28 milioni di ascolti, rendendolo l'artista più veloce ad aver raggiunto i 25 milioni di ascolti sulla piattaforma. Poco dopo, ha firmato con la Capitol Records.
Nel novembre 2017 ha supportato Rag'n'Bone Man nel suo tour europeo, mentre nel gennaio 2018 ha cantato insieme a Milky Chance nella loro tappa nordamericana del tour Blossom. Ha attirato l'attenzione di celebrità tra cui Chloë Grace Moretz, Kygo, James Bay, Ellie Goulding e Niall Horan. Successivamente, Niall Horan lo ha invitato a Glasgow, nel marzo 2018, a sostenerlo in due date nel suo Flicker World Tour. Nel maggio 2018 Capaldi si è unito a Sam Smith nel suo The Thrill of It All European Tour, aprendo altre 19 date. In seguito ha annunciando un quarto tour in Gran Bretagna e in Europa, in sale da 2 000 posti in tutto il Regno Unito e in Europa, incluse due notti al Barrowland Ballroom di Glasgow, entrambi sold-out.
Il 13 luglio 2018 Lewis venne inserito nella "Lista britannica" di BBC Radio 1, inserimento che gli ha garantito tre successivi posti nella playlist della stessa BBC Radio 1. Nell'agosto 2018, la rock band indie irlandese Kodaline lo ha invitato ad aprire per loro in un concerto a Belfast. Oltre a questo, nel corso dell'estate 2018, Capaldi venne incluso nelle formazioni di numerosi festival tra cui: Lollapalooza, Bonnaroo, Firefly, Mountain Jam, Osheaga, Reading & Leeds Festival, Rize e TRNSMT.
Il secondo EP di Capaldi, Breach, venne pubblicato l'8 novembre 2018. È un album che includeva singoli già pubblicati, tra cui Someone You Loved, e una demo di Something Borrowed. Il dj Zane Lowe ha presentato per la prima volta Someone You Loved a radio Beats 1 di Apple il giorno della pubblicazione. Il 14 novembre 2018 Lewis ha eseguito una cover di Shallow a A Star Is Born in diretta su BBC Radio 1 Live Lounge. Ad oggi, Capaldi ha suonato in quattro tour back-to-back, tutti esauriti, mentre nei suoi primi 15 mesi di tournée ha venduto 300 000 biglietti. Nel 2019 Capaldi venne poi nominato per il Brit Critics' Choice Award, insieme a Mahalia e al vincitore Sam Fender.

### 2019-2020:Divinely Uninspired to a Hellish Extent
Capaldi ha aperto il 2019 con il suo singolo rivoluzionario Someone You Loved, distribuito in oltre 29 paesi, che fu un successo in tutta Europa, Asia e Australia. La canzone è rimasta in testa per sette settimane nella UK Singles Chart. Il suo album di debutto, Divinely Uninspired to a Hellish Extent, è uscito nel maggio seguente, poi diventato l'album più venduto nel Regno Unito e rimasto per cinque settimane alla prima posizione nelle sue prime sei settimane di uscita. L'album ha anche raggiunto il disco d'oro nel Regno Unito solo due settimane dopo l'uscita. Ad aprile è uscito il videogioco Days Gone, nei cui titoli di coda era presente la sua canzone scritta da lui stesso, intitolata Days Gone Quiet. La canzone ha ricevuto nomination ai Game Audio Network Guild Awards e ai NAVGTR Awards.

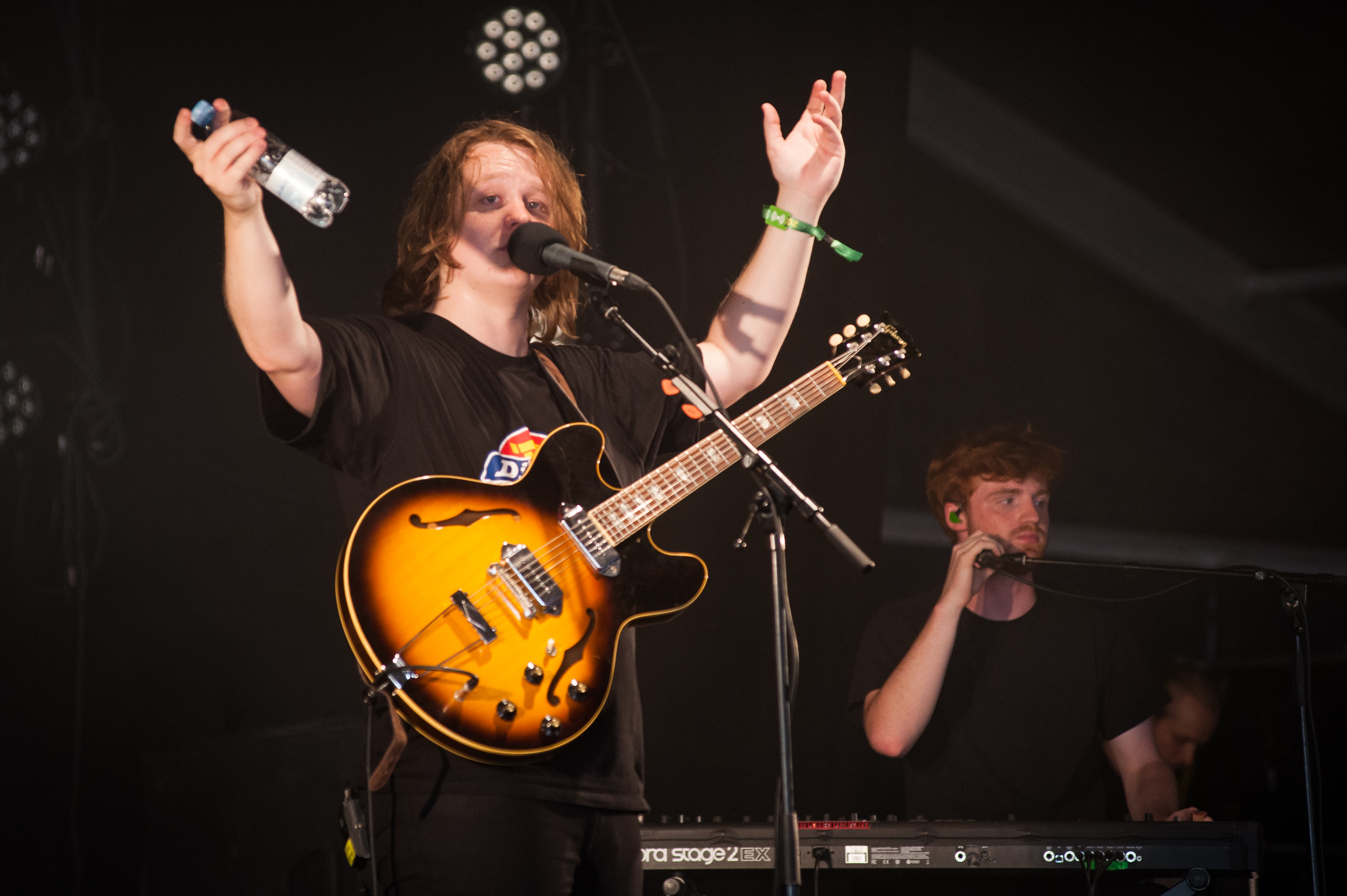
Lewis Capaldi in concerto in Finlandia

Lewis Capaldi è entrato nella storia della musica, diventando il primo artista in assoluto a fare un tour tutto esaurito nelle arene prima dell'uscita di un album di debutto. I suoi spettacoli del marzo 2020 si sono esauriti vedendolo suonare davanti a più di 250 000 persone.
Nell'estate del 2019, Capaldi si è esibito in numerosi festival, tra cui il Belsonic Festival di Belfast, dove ha aperto il concerto dei Killers, e il Glastonbury Festival. Alla fine di ottobre 2019, Someone You Loved ha raggiunto la prima posizione nella Billboard Hot 100. Questo lo rese il primo artista solista scozzese a scalare le classifiche statunitensi dall'epoca di Sheena Easton nel 1981. Il 30 ottobre 2019, Capaldi aprirà nel 2020 il Nice to Meet Ya Tour di Niall Horan. Il cantante è stato ospite durante la terza serata del Festival di Sanremo 2020, dove ha eseguito Before You Go e Someone You Loved.

### 2021-presente:Broken by Desire to Be Heavenly Sent
Nel settembre 2022 pubblica Forget Me, primo singolo dopo 3 anni che verrà candidato come canzone dell'anno ai Brit Awards 2023. Il mese successivo annuncia il suo successivo album, intitolato Broken by Desire to Be Heavenly Sent, che verrà pubblicato il 19 maggio 2023. Il 2 dicembre 2022 esce il suo secondo singolo Pointless, che gli permetterà di raggiungere il primo posto nelle classifiche inglesi per la quarta volta nella sua carriera.
Dal 16 gennaio all'11 maggio 2023 Lewis Capaldi è impegnato in un tour mondiale, con i concerti nel Regno Unito andati sold out in pochi secondi. Tra gli artisti in apertura troviamo Only The Poets, Raye e Rachel Chinouriri. Nel giugno del 2023, Capaldi ha annunciato che si sarebbe preso una pausa prolungata e indefinita dalle tournée, citando la necessità di concentrarsi sulla sua salute fisica e mentale. All'inizio dello stesso mese, il set di Capaldi al Festival di Glastonbury 2023 è stato complicato da un apparente episodio di sindrome di Tourette recentemente diagnosticata a Capaldi, anche se i partecipanti al concerto si sono uniti per aiutarlo a terminare l'esibizione.
L'11 aprile 2025, Capaldi ha pubblicato ufficialmente la sua cover di Everytime di Britney Spears sui siti di download e streaming, debuttando nella classifica dei singoli scaricabili del Regno Unito alla posizione numero 36. Nel giugno 2025 è tornato a Glastonbury con un concerto a sorpresa, la sua prima esibizione pubblica dopo l'annuncio della sua lunga pausa. Lo stesso giorno ha pubblicato un nuovo singolo intitolato Survive, che ha raggiunto il primo posto nelle classifiche del Regno Unito dopo la sua esibizione, diventando il suo sesto singolo al primo posto nella classifica nazionale.

## Vita privata
Nel settembre del 2022 annuncia attraverso i propri profili social di avere la sindrome di Tourette.
Nell'aprile 2023, il suo documentario How I'm Feeling Now è stato pubblicato su Netflix.
Capaldi ha avuto una relazione con l'attrice scozzese Ellie MacDowall, conclusasi nell’agosto del 2024.

## Discografia
- 2019 – Divinely Uninspired to a Hellish Extent
- 2023 – Broken by Desire to Be Heavenly Sent